# Halichaetonotus parvus
Halichaetonotus parvus is een buikharige uit de familie Chaetonotidae. Het dier komt uit het geslacht Halichaetonotus. Halichaetonotus parvus werd in 1954 voor het eerst wetenschappelijk beschreven door Wilke. 